# Partido Nacional Independiente (Nepal)
El Rastriya Swatantra Party (en nepalí: राष्ट्रिय स्वतन्त्र पार्टी: ; abbr.. RSP) (transl. Partido Independiente nacional; abbr.. NIP) Es el tercer partido político más grande en Nepal. El partido estuvo fundado en junio de 2022 por Rabi Lamichhane. El partido estuvo registrado con la Comisión de Elección de Nepal el 2022 de julio de 1, al frente de la 2022 elección general nepalesa. El símbolo de elección del partido es una campana dentro de un círculo.

## Historia
Rabi Lamichhane renunció como director general de Galaxy 4K el 16 de junio de 2022 y anunció que participaría en las elecciones generales de 2022 por un escaño en la Cámara de Representantes . El 21 de junio de 2022, anunció la formación del Partido Nacional Independiente junto con un comité central de 21 miembros. El partido se registró formalmente en la Comisión Electoral el 1 de julio de 2022 con Rabi Lamichhane como presidente fundador y una campana dentro de un círculo como símbolo electoral.
El partido presentó candidatos en 131 distritos electorales y presentó una lista cerrada para escaños a la Cámara de Representantes en las elecciones generales de 2022. El partido no presentó ningún candidato para las asambleas provinciales. El partido seleccionó candidatos a través de elecciones primarias.

## Ideología
El partido apoya el socialismo constitucional y la democracia participativa. El partido ha anunciado que no tendrá organizaciones hermanas y sólo tendrá miembros y no cuadros. También ha anunciado que se llevarán a cabo elecciones primarias para seleccionar candidatos para las elecciones del partido y también apoya la introducción de elecciones revocatorias, el derecho al voto en blanco y promover el voto a distancia. El partido también apoya a un primer ministro elegido de forma directa y de la misma manera con los ministros principales para las siete provincias de Nepal.
El partido en su manifiesto para las elecciones de 2022 también apoyó la idea de un presidente no partidista elegido por un colegio electoral ampliado que incorporaría representantes electos desde presidentes de distrito hasta legisladores federales y también promocionó la idea de que el presidente de la Asamblea Nacional actúe como el vicepresidente de facto. El partido también busca poner fin a los nombramientos políticos en los órganos constitucionales y ha pedido que se elimine el Consejo Constitucional y que los nombramientos para los órganos constitucionales sean realizados por la Asamblea Nacional y confirmados por la Cámara de Representantes. El partido también ha pedido la disolución de las asambleas provinciales y los comités de coordinación de distrito y se ha pronunciado a favor de un consejo provincial que sería elegido por los jefes de los gobiernos locales de la provincia.

## Desempeño electoral

### Elecciones generales 2022
El partido ha nominado a 131 candidatos para los escaños de distritos uninominales para las elecciones generales de Nepal de 2022.
| Elección | Líder           | Votos de distrito | Votos de distrito | Votos de lista | Votos de lista | Escaños | Posición | Gobierno resultante   |
| Elección | Líder           | N.º               | %                 | N.º            | %              | Escaños | Posición | Gobierno resultante   |
| -------- | --------------- | ----------------- | ----------------- | -------------- | -------------- | ------- | -------- | --------------------- |
| 2022     | Rabi Lamichhane | 815,023           | 7,77              | 1,130,344      | 10,70          | 7/275   | 4to      | Gobierno de coalición |

## Lista de miembros del parlamento
La siguiente es una lista de parlamentarios que fueron elegidos en las elecciones generales de 2022
| Nª | Miembro del Parlamento | Distrito electoral |
| -- | ---------------------- | ------------------ |
| 1. | Biraj Bhakta Shrestha  | Katmandú 8         |
| 2. | Ganesh Parajuli        | Katmandú 7         |
| 3. | Hari Dakal             | Chitwan 1          |
| 4. | Rabí Lamichhane        | Chitwan 2          |
| 5. | Shishir Kanal          | Katmandú 6         |
| 6. | sobita gautam          | Katmandú 2         |
| 7. | Toshima Karki          | Lalitpur 3         |